# Trathala jimenezi
Trathala jimenezi är en stekelart som beskrevs av Ian D. Gauld 2000. Trathala jimenezi ingår i släktet Trathala och familjen brokparasitsteklar. Inga underarter finns listade i Catalogue of Life.